# Шмитт, Алоис (старший)
Алоис Шмитт (нем. Aloys Schmitt; 26 августа 1788, Эрленбах-на-Майне — 25 июля 1866) — немецкий композитор и музыкальный педагог. Отец Георга Алоиса Шмитта и Карла Густава Шмитта.

## Биография
Алоис Шмитт получил первые уроки музыки у своего отца, органиста и директора школы, затем учился в Оффенбахе у Иоганна Антона Андре. Впервые выступил как пианист в 1810 году. Вместе со своим учителем Андре руководил оффенбахским мужским хором, для которого сочинил около 30 кантат. Затем работал в Мюнхене, Берлине, придворным органистом в Ганновере (1826—29), а затем обосновался во Франкфурте, в 1834 году стал одним из основателей городского филармонического общества. В 1850 году удостоен почётной докторской степени в Гиссенском университете.
Шмитт написал четыре оперы, оратории «Моисей» и «Руфь», множество симфонических, хоровых и камерных сочинений, в XIX веке практически все его сочинения имели большой успех в Германии, однако преимущественно он был признанным педагогом. Он создал получивший позднее мировую известность сборник упражнений для развития фортепианной техники. Его учениками были Фердинанд Хиллер, Карл Вильгельм, Карл Альменредер, Бертольд Дамке, Карл Вольфсон, Карл Фольвейлер.
Юмористически известен также отзыв Шмитта (в письме к своему ученику Хиллеру) о сочинениях 17-летнего Ференца Листа, сводившийся к тому, что у Листа совершенно нет способностей к композиции.
Брат Шмитта Якоб Шмитт (1803—1853) также был музыкантом, работал в Гамбурге, сочинял лёгкую музыку для фортепиано; его учеником был Дидерих Круг.